# Delia unguitigris
Delia unguitigris är en tvåvingeart som beskrevs av Xue 1997. Delia unguitigris ingår i släktet Delia och familjen blomsterflugor. Inga underarter finns listade i Catalogue of Life.